# Andreas Bräm
Andreas Bräm (* 30. April 1797 in Basel, Alte Eidgenossenschaft; † 11. Januar 1882 in Neukirchen (heute Neukirchen-Vluyn) am Niederrhein) war ein Schweizer evangelisch-reformierter Pfarrer und 1845 Gründer des Neukirchener Erziehungsvereins.

## Leben und Wirken
Bräms Vorfahren besaßen Heimatrecht im Ort Dällikon im Kanton Zürich. Sein Großvater, ein Zimmermann, wanderte in die Stadt Basel aus und gründete dort als Hintersasse eine Familie. Sein gleichnamiger Vater (1766–1816) heiratete 1796 Maria Barbara Tschudi, die als Magd bei der Patrizierfamilie Thurneyssen gearbeitet hatte. Andreas hatte zwei Brüder, Caspar, der als kleines Kind starb, und Johann Georg, der Landwirt wurde. Die Familie war ärmlich, nur dank eines Stipendiums der Familie Thurneyssen konnte er ab acht Jahren das Gymnasium, mit 14 Jahren das philotechnische Institut, eine private Realschule, und 1814 oder 1816 in seiner Heimatstadt das Theologiestudium beginnen.
Im Frühjahr 1818 erfuhr er durch Vorträge der baltischen Freifrau Juliane von Krüdener die Bekehrung zu einem von der Erweckungsbewegung geprägten Christentum. Daher setzte er 1819 das Studium der Evangelischen Theologie in Tübingen fort. Dort kam er in Kontakt mit den aktiven Pietisten Ludwig Hofacker, Matthias Perthes (1789–1859) und Emil Wilhelm Krummacher. Auf deren Vermittlung hin wurde er 1821 Hauslehrer beim Seidenfabrikanten Friedrich Heinrich von Friedrich von der Leyen in Krefeld. Im benachbarten Neukirchen lernte er die Pfarrerstochter Wilhelmine Rappard (1798–1875) kennen, die er 1826 heiratete, als er nach der Ordination im Basler Münster in Basel eine Stelle als Lehrer am Mädchengymnasium und am Missionsseminar erhielt. Hier beschäftigte er sich mit den Schriften Johann Heinrich Pestalozzis und der Arbeit in der von Christian Heinrich Zeller gegründeten Armenschullehreranstalt und Rettungsanstalt auf Schloss Beuggen (oberhalb Basels), einem der ersten Unternehmen der Inneren Mission. Im Ehrenamt betreute Bräm eine evangelische Gemeinde im benachbarten Elsass, und er gründete in Basel einen „Verein der Freunde Israels“ erwähnt werden, der im 21. Jahrhundert als „Stiftung für Kirche und Judentum“ weiterbesteht. Ziel war es armen jüdischen Kinder zu helfen und das jüdische Volk als Brudervolk zu würdigen.
Anlässlich eines Besuchs im Sommer 1834 vertrat Bräm seinen Schwiegervater, der Pfarrer in Neukirchen war. Die Gottesdienstbesucher der 2000-köpfigen Gemeinde waren beeindruckt von seinen Predigten und das Presbyterium bat ihn, ihr Pfarrer zu werden. 1835 konnte Bräm nach einer Prüfung und der Zustimmung des preußischen Königs die Pfarrstelle in Neukirchen übernehmen. Er wirkte dort im Geiste der Erweckungsbewegung z. B. durch Bibelstunden auch in den umliegenden Ortschaften und die Herausgabe der Wochenzeitung Die Biene (1842–1846). Er kämpfte gegen die vielerorts vorherrschende Alkoholsucht und deren Folgen. Er förderte den Bau eines neuen Schulhauses, das 1839 mit zwei Klassenräumen eingeweiht und genutzt werden konnte. Er trat der soeben gegründeten Bibel- und Missionsgesellschaft in Moers bei, die die Rheinische Missionsgesellschaft in Barmen unterstützte, und er veranstaltete Missionsfeste in seiner Kirchgemeinde.
Sein Lebenswerk wurde die Fürsorge für entwurzelte Kinder aus den von der frühen Industrialisierung erfassten Städten des Wuppertals. Bräm richtete ein Rettungshaus ein und gründete am 15. Dezember 1845 zusammen mit Mitgliedern seines Presbyteriums und weiteren Bürgern den »Verein zur Erziehung armer, verlassener und verwahrloster Kinder in Familien«, kurz Neukirchener Erziehungsverein. Anders als in den Rettungshäusern sollten die Kinder nur vorübergehend in einem Heim wohnen, dann in Familien, überwiegend in ländlichen Gegenden des Rheinlands, untergebracht werden. Drei Wohnhäuser für den Übergang bzw. für schwer erziehbare Mädchen (das 1880 gegründete Haus Elim war das erste Mädchenheim in Preußen) konnte Bräm errichten, zahlreiche weitere Einrichtungen kamen nach seinem Tod dazu.
Neben seinem Wirken als Pfarrer und Pionier der Inneren Mission veröffentlichte Bräm biblische Betrachtungen, vor allem zum Alten Testament, und warb auf den evangelischen Kirchentagen in Elberfeld (1851), Frankfurt am Main (1854) und Barmen (1860) für sein Modell der Jugendhilfe.
Sein Kampf um ein würdiges Leben für die Familien der Fabrikarbeiter waren wenig erfolgreich. Vergeblich forderte er höhere Löhne, bessere Arbeitsbedingungen und kürzere Arbeitszeiten. Selbst bei den Unterstützern der Inneren Mission wurde er nicht immer verstanden, weil die Meinung vorherrschte, dass kürzere Arbeitszeiten zu vermehrter Trunksucht und Unsittlichkeit führen würde. 1872 musste er nach einer schweren Krankheit in den Ruhestand treten. 1880 erlebte er noch die Einweihung einer „Anstalt für ältere verwahrloste oder in Gefahr der Verwahrlosung stehende Mädchen“ namens Elim in Moers, die er seit langem ersehnt hatte.
Bräm starb am 11. November 1882 und wurde in Neukirchen neben seiner Frau begraben, die fast sieben Jahre zuvor gestorben war. In Neukirchen-Vluyn erinnert eine Straße an ihn.

## Familie
Bräm heiratete 1826 Johanne Wilhelmine Henriette Rappard (1798–1875), eine Tochter des Neukirchener Pfarrers Christoph Heinrich Rappard (1764–1843). 1828 wurde der einzige Sohn Johann Balthasar Wilhelm geboren, der Schauspieler wurde.

## Gedenken und Ehrungen
Ein Haus mit 75 Plätzen des Neukirchener Erziehungsvereins ist nach Andreas Bräm benannt. In Neukirchen-Vluyn erinnert eine Straße an ihn.

## Schriften (Auswahl)
- Beschreibung des heiligen Landes. 1834; 2. Aufl. 1838.
- Blicke in die Weltgeschichte und ihren Plan. 1835.
- Die Wahrheit zur Gottseligkeit nach dem Lehrgange der heiligen Schrift: ein Leitfaden beim Unterricht. 1845.
- Über die Weise des Gottesdienstes nach biblischen Grundsätzen. Eine Denkschrift für unsere rheinisch-westphälischen Gemeinden und deren Vertreter. 1849.
- Das Reich Gottes im Alten Testamente. 1850.
- Züge aus Abrahams Hausleben. 1855; 1890.
- Der Sündenfall : Beleuchtung von 1. Mose 3. 1857.
- Israels Wanderung von Gosen bis zum Sinai. 1859.
- Gedanken zur Orientierung und Selbstprüfung über die Aufgabe der deutsch-evangelischen Kirche. 1862.
- Briefe an Frauen und Jungfrauen über Fragen aus dem praktischen Leben. Hrsg. von Gottfried Pott. 1895; 1921.
- Andreas Bräm: Prediger, Seelsorger, Pädagoge und Gründer des Erziehungsvereins (1797–1882). Eine Auswahl aus seinen Schriften. Eingeleitet u. hrsg. v. Rudolf Weth. Neukirchener Verlag, Neukirchen-Vluyn 1982, ISBN 3-7887-0685-6.[6]